# 高槻市立土室小学校
高槻市立土室小学校（たかつきしりつはむろしょうがっこう）は、大阪府高槻市にある公立小学校。敷地内に高槻市立土室幼稚園がある。

## 沿革
- 1975年4月 - 高槻市立阿武野小学校より分離開校
- 1975年12月 - 体育館完成
- 1979年4月 - 高槻赤十字病院に院内学級を設置
- 1991年4月 - 高槻市立阿武山小学校開校にともない校区の一部を分離
- 1997年 - コンピュータ室完成
- 1999年3月 - 飼育小屋完成
- 2001年2月 - 西校舎完成（多目的室（ランチルーム）・普通教室5）
- 2004年4月 - 高槻市立阿武山小学校へ校区の一部を分離

## 通学区域
- 高槻市 上土室1・4～6丁目、塚原1丁目1～3・8～12番、塚原3～6丁目、阿武野1丁目1～6番

卒業生は基本的に高槻市立阿武山中学校へ進学する。

## 卒業生
- 押谷沙樹 （シンガーソングライター）
- 永崎翔 （シンガーソングライター）

## 交通アクセス
- JR西日本摂津富田駅より高槻市営バス上土室下車西へ徒歩5分
- 阪急茨木市駅より近鉄バス花園東和苑下車東へ徒歩5分